# بیلاس (آریزونا)
بیلاس (به انگلیسی: Bylas) یک منطقهٔ مسکونی در ایالات متحده آمریکا است که در آریزونا واقع شده‌است. بیلاس ۱۱٫۴۱ کیلومتر مربع مساحت و ۳۹٬۵۴۰ نفر جمعیت دارد و ۷۹۴٫۹۳ متر بالاتر از سطح دریا واقع شده‌است.